# Арья 2
«Арья 2» (англ. Arya 2, телугу ఆర్య-2) — индийский фильм режиссёра Сукумара на языке телугу, вышедший в прокат 27 ноября 2009 года. Автономный сиквел фильма «Арья» того же режиссёра, вышедшего в 2004 году. Сюжет рассказывает о парне по имени Арья, который был готов сделать всё для своего друга Аджая, пока они оба не влюбились в одну и ту же девушку. Главные роли исполнили Аллу Арджун, Каджал Агарвал и Навдип.
По результатам проката фильм получил статус «хит». Был номинирован на Filmfare Awards South в восьми категориях. В 2014 году переснят на бенгальском языке под названием Ami Shudhu Cheyechi Tomay.

## Сюжет
Фильм начинается со сцены, в которой Арью доставляют в больницу и срочно оперируют. Пока идёт операция его друг Аджай, рассказывает о том, как Арья повлиял на его жизнь.
В детстве Арья остался сиротой и рос в приюте. Будучи один, он решил, что ему нужен друг и выбрал на его роль Аджая. Когда в приют приехала супружеская пара, Арья уступил своему другу право быть усыновлённым. Годы спустя Аджай стал владельцем крупной компании, а Арья по-прежнему был готов сделать для него что угодно. Он убедил Аджая дать ему работу в своей компании, пообещав за это стать идеальным работником. В короткое время, успешно притворяясь, Арье удалось завоевать уважение и любовь своих коллег.
Однажды в компанию приходит работать Гита, в которую тут же влюбляются и Аджай, и Арья. Арья начинает тайно от всех проявлять свои чувства к Гите, при этом показывая, что он не такой идеальный как все думают. Он также жестоко избивает всех, кто доставляет девушке неприятности. Тогда Аджай, желая избавиться от соперника, делает вид, что Арья напал и на него. Он признаётся в своих чувствах Гите, и она выбирает его.
Но в день свадьбы невесту забирают домой родственники, которые хотят выдать её замуж за другого. Тогда Арья обещает своему другу, что вернёт Гиту, и едет в её деревню. Он остаётся там на время подготовки к свадьбе, во время которой ему удаётся посеять недоверие между семьёй невесты и семьёй жениха. После того, как свадьба была расстроена, отец Гиты решает выдать её за Арью. Разрываясь между желанием быть с любимой и желанием сделать счастливым лучшего друга, Арья несколько раз устраивает Гите и Аджаю побег и несколько раз предотвращает его. В итоге после завершения свадебных ритуалов их троица уезжает в город, где Арья обещает дать Аджаю и Гите уехать вдвоём из страны. Аджай, не веря ему, уговаривает девушку сбежать, ничего не говоря Арье. Однако во время побега их застаёт отец Гиты. Он нападает на Аджая с секачом, но Арья принимает удар на себя. Тяжело раненного его доставляют в больницу.

## В ролях
- Аллу Арджун — Арья
- Каджал Агарвал — Гита Редди
- Навдип[англ.] — Аджай
- Шраддха Дас[англ.] — Шанти
- Брахманандам[англ.] — Дашаватарам, психолог
- Мукеш Риши — Раджи Редди, отец Гиты
- Аджай[англ.] — Субби, жених Гиты
- Саяджи Шинде[англ.] — Каши Редди, отец жениха
- Радха Кумари[англ.] — бабушка Гиты
- Шриниваса Редди[англ.] — слуга в доме Гиты

## Производство
После успеха «Арьи», Аллу Арджун был первым выбором Сукумара на главную роль в его следующем фильме Jagadam, однако актёр отказался из-за проблем с датами.
Когда режиссёр решил снимать «Арью 2», он снова предложил роль Арджуну и тот согласился. Продюсерами фильма стали Адитья Бабу и БВСН Прасад.
На главную женскую роль была приглашена Таманна Бхатия.
Однако затем она была заменена на Каджал Агарвал.
Шраддха Арья была заявлена в качестве второй героини.
Но потом было подтверждено, что роль сыграет Шраддха Дас.
По её словам, взять её на роль режиссёру порекомендовал Аллу Арджун, увидевший её фотографии в The Times of India.
Аджаю в очередной раз досталась отрицательная роль.
Сочинять музыку для песен был приглашён Шри Деви Прасад,
а для дизайна костюмов — давний друг Арджуна — модель Ашвин Мавле (англ. Ashwin Mawle).
Изначально фильм позиционировался как сиквел «Арьи» и получил название «Арья 2».
Аллу Арджун был недоволен им и хотел сменить.
Съёмки планировалось начать в июне 2008 года,
но из-за занятости оператора Раджашекхара они были отложены на более позднее время.

## Саундтрек
Музыкальный альбом к фильму был выпущен 1 ноября 2009 года Хайдарабаде. 
Вся музыка написана Деви Шри Прасадом.
| №                   | Название                  | Текст песни         | Исполнители                        | Длительность |
| ------------------- | ------------------------- | ------------------- | ---------------------------------- | ------------ |
| 1.                  | «Mr. Perfect»             | Кедарнат Парими     | Баба Сехгал, Деви Шри Прасад, Рита | 4:38         |
| 2.                  | «Uppenantha»              | Баладжи             | KK                                 | 5:29         |
| 3.                  | «Baby He Loves You»       | Чандрабос           | Деви Шри Прасад                    | 5:23         |
| 4.                  | «Ringa Ringa»             | Чандрабос           | Прия Химеш                         | 5:35         |
| 5.                  | «Karige Loga»             | Ванамали            | Кунал Ганджавала, Мегха            | 6:05         |
| 6.                  | «My Love Is Gone»         | Чандрабос           | Ранджит                            | 4:50         |
| 7.                  | «Karige Loga» (D-Plugged) | Ванамали            | Сагар                              | 2:56         |
| 8.                  | «Mr. Perfect» (Remix)     | Кедарнат Парими     | Деви Шри Прасад                    | 4:18         |
| Общая длительность: | Общая длительность:       | Общая длительность: | Общая длительность:                | 39:17        |

Анджали с сайта Cinegoer.net написала: «Aarya успел стать одним из лучших альбомов DSP [Деви Шри Прасада] и Aarya 2 может пойти тем же путём, по прошествии времени и получив коммерческий успех, также в зависимости от судьбы фильма. В целом, хороший альбом».
Шира Шри из GreatAndhra добавил: «В целом, все песни, которые содержит альбом, — модные, и медленных экземпляров нет. Две песни („Ringa Ringa“ и „He loves you so much“) абсолютно блестящие с точки зрения композиции, текстов и вокала».
Саундтрек к фильму стал супер-хитом, особую популярность завоевала песня «Ringa Ringa».
Впоследствии, она проигрывалась во время перерыва в матчах Индийской Премьер-Лиги и Чемпионата мира по крикету 2011. Музыка из песни была повторно использована Шри Деви Прасадом в песне «Dhinka Chika» для фильма «Всегда готов!» (2011).

## Критика
| Рейтинги      | Рейтинги |
| Издание       | Оценка |
| ------------- | --- |
| Rediff.com    | 2,5 из 5 звёзд · 2,5 из 5 звёзд · 2,5 из 5 звёзд · 2,5 из 5 звёзд · 2,5 из 5 звёзд                                                                                                |
| Idlebrain.com | 3 из 5 звёзд · 3 из 5 звёзд · 3 из 5 звёзд · 3 из 5 звёзд · 3 из 5 звёзд |
| 123telugu.com | 3 из 5 звёзд · 3 из 5 звёзд · 3 из 5 звёзд · 3 из 5 звёзд · 3 из 5 звёзд |
| Sify          | 3 из 5 звёзд · 3 из 5 звёзд · 3 из 5 звёзд · 3 из 5 звёзд · 3 из 5 звёзд |
| Fullhyd.com   | 6,5 из 10 звёзд · 6,5 из 10 звёзд · 6,5 из 10 звёзд · 6,5 из 10 звёзд · 6,5 из 10 звёзд · 6,5 из 10 звёзд · 6,5 из 10 звёзд · 6,5 из 10 звёзд · 6,5 из 10 звёзд · 6,5 из 10 звёзд |

Радхика Раджамани из Rediff.com написала в своей рецензии: «только первая половина фильма интересна для просмотра, в остальном, фильм — обычный шаблонный материал с вкраплениями нескольких хороших танцев и отличной технической работы».
Согласно отзыву Idlebrain.com, напротив, вторая половина фильма лучше, чем первая, хотя также отмечено, что психотические черты и путаница в характере героя не будут привлекать аудиторию.
123telugu.com назвал лучшими моментами фильма сцены между Брахманандамом и его командой, разговоры между Аллу Арджуном и Навдипом и весь эпизод с участием Аджая, добавив, что «„Арья 2“ является фильмом такого типа, который либо ослепит вас блеском, либо утомит до смерти».
В рецензии на Oneindia фильм был назван истинным праздником для поклонников Аллу Арджуна, также было отмечено, что он имеет все признаки жанра «масалы».
Отзыв на сайте Sify говорит, что «хотя фильм начинался хорошо, вторая его половина, особенно в районе кульминации, надуманна», добавляя, что «Сукумар потерпел неудачу и как сценарист, и как режиссёр, так сюжетная линия является запутанной, а характеристика его героя — неконструктивной».
IndiaGlitz заключил, что фильм имеет слишком много недостатков в первой половине, но последние 80 минут это полностью компенсируют.
Дипа Гаримелла с сайта Fullhyd.com высоко оценила актёрскую игру, музыку и работу оператора и поставила средний балл за сценарий.

## Награды и номинации
| Награды и номинации | Награды и номинации            | Награды и номинации               | Награды и номинации             | Награды и номинации | Награды и номинации |
| Дата                | Награда                        | Категория                         | Номинант                        | Результат           | Ссылка              |
| ------------------- | ------------------------------ | --------------------------------- | ------------------------------- | ------------------- | ------------------- |
| 17 июля 2010        | Mirchi Music Awards South      | Альбом года                       | Aarya — 2                       | Победа              | [ 28 ] [ 29 ]       |
| 17 июля 2010        | Mirchi Music Awards South      | Песня года                        | «Ringa Ringa»                   | Победа              | [ 28 ] [ 29 ]       |
| 17 июля 2010        | Mirchi Music Awards South      | Лучшие стихи к песне для фильма   | Чандрабос («Baby He Loves You») | Победа              | [ 28 ] [ 29 ]       |
| 17 июля 2010        | Mirchi Music Awards South      | Подающий надежды поэт-песенник    | Баладжи («Uppenantha»)          | Победа              | [ 28 ] [ 29 ]       |
| 7 августа 2010      | Filmfare Awards South (Телугу) | Лучший фильм                      |                                 | Номинация           | [ 30 ] [ 31 ]       |
| 7 августа 2010      | Filmfare Awards South (Телугу) | Лучшая режиссура                  | Сукумар                         | Номинация           | [ 30 ] [ 31 ]       |
| 7 августа 2010      | Filmfare Awards South (Телугу) | Лучшая мужская роль               | Аллу Арджун                     | Номинация           | [ 30 ] [ 31 ]       |
| 7 августа 2010      | Filmfare Awards South (Телугу) | Лучшая музыка к песне             | Деви Шри Прасад                 | Номинация           | [ 30 ] [ 31 ]       |
| 7 августа 2010      | Filmfare Awards South (Телугу) | Лучшие стихи к песне              | Ванамали                        | Номинация           | [ 30 ] [ 31 ]       |
| 7 августа 2010      | Filmfare Awards South (Телугу) | Лучший мужской закадровый вокал   | Баба Сехгал («Mr. Perfect»)     | Номинация           | [ 30 ] [ 31 ]       |
| 7 августа 2010      | Filmfare Awards South (Телугу) | Лучший женский закадровый вокал   | Прия Химеш («Ringa Ringa»)      | Победа              | [ 30 ] [ 31 ]       |
| 8 августа 2010      | Santosham Film Awards          | Самый стильный режиссёр           | Сукумар                         | Победа              | [ 32 ]              |
| 18 августа 2010     | CineMAA Awards                 | Лучшая музыка к песне             | Деви Шри Прасад                 | Победа              | [ 33 ]              |
| 19 сентября 2010    | South Scope Awards             | Лучший фильм                      |                                 | Номинация           | [ 34 ] [ 35 ]       |
| 19 сентября 2010    | South Scope Awards             | Лучшая режиссура                  | Сукумар                         | Номинация           | [ 34 ] [ 35 ]       |
| 19 сентября 2010    | South Scope Awards             | Лучшая мужская роль               | Аллу Арджун                     | Номинация           | [ 34 ] [ 35 ]       |
| 19 сентября 2010    | South Scope Awards             | Лучшая мужская роль второго плана | Навдип                          | Номинация           | [ 34 ] [ 35 ]       |
| 19 сентября 2010    | South Scope Awards             | Лучший мужской закадровый вокал   | Баба Сехгал («Mr. Perfect»)     | Номинация           | [ 34 ] [ 35 ]       |
| 19 сентября 2010    | South Scope Awards             | Лучший женский закадровый вокал   | Прия Химеш («Ringa Ringa»)      | Номинация           | [ 34 ] [ 35 ]       |
| 19 сентября 2010    | South Scope Awards             | Лучшие стихи к песне              | Ванамали                        | Номинация           | [ 34 ] [ 35 ]       |
| 19 сентября 2010    | South Scope Awards             | Лучшая музыка к песне             | Деви Шри Прасад                 | Победа              | [ 34 ] [ 35 ]       |